# Симон Зграген
Симон Зграген (на френски: Simone Zgraggen) е швейцарска цигуларка.

## Биография
Симон Зграген е родена 8 август 1975 г. в Алдорф Швейцария. Започва да свири на цигулка от пет годишна възраст. Учи в Университета за музика в Люцерн през 1991 г.-1994 г. През 1994 г.-1995 г. в Консерваторията в Базел и 1996 г.-2002 г. в Музикалната академия.

## Кариера
През 2012 г. тя е назначена за професор по цигулка в Университета по музика Фрайбург, след като е била преподавател по цигулка в Консерваторията в Цюрих от 2001 г. до 2012 г.
Симон Зграген е концертмайстор на Базелската филхармония.

## Награди и признание
- Изкуства Хейнрих Даниот и Фондация Култура: Първа награда (2006 г.)
- Феликс Менделсон Бартолди консерватория: Първа награда (2002 г.)
- Карл Флеш академия Баден-Баден, Германия- Брамс награда и награда Лионс (2001 г.)
- Музикално училище Мидълмънт: награда Шар (1999 г.)